# Ética ambiental
A ética ambiental é um ramo da filosofia ambiental dedicado à investigação de problemas éticos relativos ao seres não-humanos, ou à natureza. É o ramo mais notório da filosofia ambiental, e deu início à seu campo mais geral, sendo o primeiro a receber atenção filosófica no início da década de 1970, especialmente em 1973, com a publicação de textos seminais por pelos filósofos Peter Singer, Arne Naess e Richard Sylvan. A área se desenvolveu ao longo da década, possuindo ao final um corpo de discursos estabelecido.

## História
Discussões e problematizações que provocam a consideração de temas ambientais podem ser encontrados ao longo da história da filosofia. O pensamento de Martin Heidegger, por exemplo, pode ser caracterizado como contendo temas protoambientalistas. Entretanto, por anteceder os eventos da década de 1960, que irão demarcar e fundamentar esse campo de problemas ambientais, esses temas "(...) permanecem sempre mais discretos, exigindo o trabalho de interpretes para trazê-los para o front". Ainda assim, muitos filósofos anglófonos se destacam pela mediação de autores europeus canónicos com o campo de problemáticas ambientais - o notório pensador Michael Zimmerman foi um dos primeiros proponentes de Heidegger na filosofia ambiental, ainda que tenha mais tarde recuado de sua defesa, em grande parte devido ao crescente reconhecimento das implicações entre o pensamento do filósofo alemão e seu envolvimento no Nazismo. Existem, porém, outros exemplos de releituras da tradição filosófica, como Henri Bergson e demais vitalistas, os pensadores iniciais vinculados à Escola de Frankfurt (Horkheimer, Adorno, Marcuse), entre outros. A filosofia ambiental transcende a forma, portanto, das considerações sobre a natureza da tradição filosófica precedente.
Uma possível origem para a filosofia ambiental é a publicação de Lynn White, Jr., The Historical Roots of our Ecological Crisis (As Raízes Históricas da nossa Crise Ecológica), de Março de 1967, onde se verifica uma pioneira vinculação de ideias filosóficas e religiosas à situação ambiental contemporânea. O tratamento do ambiente na história e filosofia na obra de John Passmore, Man's Responsibility for Nature (A Responsabilidade do Homem com a Natureza), de 1974, e apontado como pioneiro por sua abrangência e pela autoria de um filósofo já estabelecido no contexto anglófono. Nela, Passmore se dedica à defender uma abordagem à problemática ambiental que tenha origem no que ele reivindica como a tradição judaico-cristã do ocidente. Em contraste com o diagnóstico de Lynn, de que a ideia de dominação da natureza pelo homem tem sido persistente no ocidente, Passmore considera a doutrina do patrimônio (doctrine of stewardship), enquanto uma saída culturalmente fundada ao impasse ambiental. Ao longo de sua análise, ele critica a 'nova' e 'não-ocidental' ética ambiental. Muitos trabalhos do gênero seguiram e se engajaram com as análises e críticas desses autores.
A crítica de Rachel Carson à Revolução Verde em seu livro Silent Spring (1962), é frequentemente creditada como iniciadora do movimento ambientalista contemporâneo, ao menos no contexto anglófono, dado o respaldo científico que dá à críticas anteriores da industrialização e da intervenção técnica, como também por seu sucesso editorial e apelo narrativo. Entretanto, outras publicações que anteriores fizeram denúncias parecidas do crescimento populacional, aumento do consumo, uso de fertilizantes artificiais na agricultura e do uso de pesticídas como o DDT. Murray Bookchin já publicava no mesmo ano, sob o pseudônimo de Lewis Herber, seu livro Our Sintetic Environment (Nosso Ambiente Sintético). Para Janet Biehl, o livro de Bookchin havia trabalhado os mesmos problemas ao mesmo tempo que debatia sobre suas raízes políticas e econômicas, indo além de Carson, ainda assim, o livro foi eclipsado pelo best seller. Publicações posteriores, alguns de tom sensacionalista, serviram para chamar a atenção ao problema ambiental emergente. O tom neo-malthusiano de algumas teses da época tornou-se também foco de debate. A escalada do discurso ambiental, transformado  por diversas reelaborações intelectuais e políticas, formou o contexto de surgimento de uma recepção propriamente filosófica das ideias ambientais.

## Glossário
- Biocentrismo
- Sencientismo
- Especismo
- Bem-estar animal
- Direitos dos animais
- Bem-estarismo
- Extensionismo moral

## Autores
- Stephen R. L. Clark
- Paul W. Taylor
- Tom Regan
- Sônia Felipe
- Peter Singer
- Gary L. Francione